# Масуела
Масуела (ісп. Mazuela) — муніципалітет в Іспанії, у складі автономної спільноти Кастилія-і-Леон, у провінції Бургос. Населення — 71 особа (2010).
Муніципалітет розташований на відстані близько 200 км на північ від Мадрида, 25 км на південний захід від Бургоса.

## Демографія
Динаміка населення (INE ):